# Liste der Flughäfen in der Republik Moldau
Die Liste der Flughäfen in der Republik Moldau sortiert nach Orten. Zusätzlich sind die Anzahl Passagiere für das Jahr 2009 angegeben.
| Stadt      | ICAO | IATA | Passagiere (2023) | Name des Flughafens       |
| ---------- | ---- | ---- | ----------------- | ------------------------- |
| Bălți      | LUBL | BZY  |                   | Flughafen Bălți-Leadoveni |
| Bălți      | LUBA |      |                   | Flughafen Bălți-Stadt     |
| Cahul      | LUCH |      |                   | Flughafen Cahul           |
| Camenca    | LUCM |      |                   | Flughafen Camenca         |
| Chișinău   | LUKK | KIV  | 2838073           | Flughafen Chișinău        |
| Mărculești | LUBM |      |                   | Flughafen Mărculești      |
| Soroca     | LUSR |      |                   | Flughafen Soroca          |
| Bender     | LUTG |      |                   | Flughafen Tighina         |
| Tiraspol   | LUTR |      |                   | Flughafen Tiraspol        |